# (37908) 1998 FA78
1998 FA78 (asteroide 37908) é um asteroide da cintura principal. Possui uma excentricidade de 0.13857360 e uma inclinação de 6.74838º.
Este asteroide foi descoberto no dia 24 de março de 1998 por LINEAR em Socorro.